# Vénus Khoury-Ghata

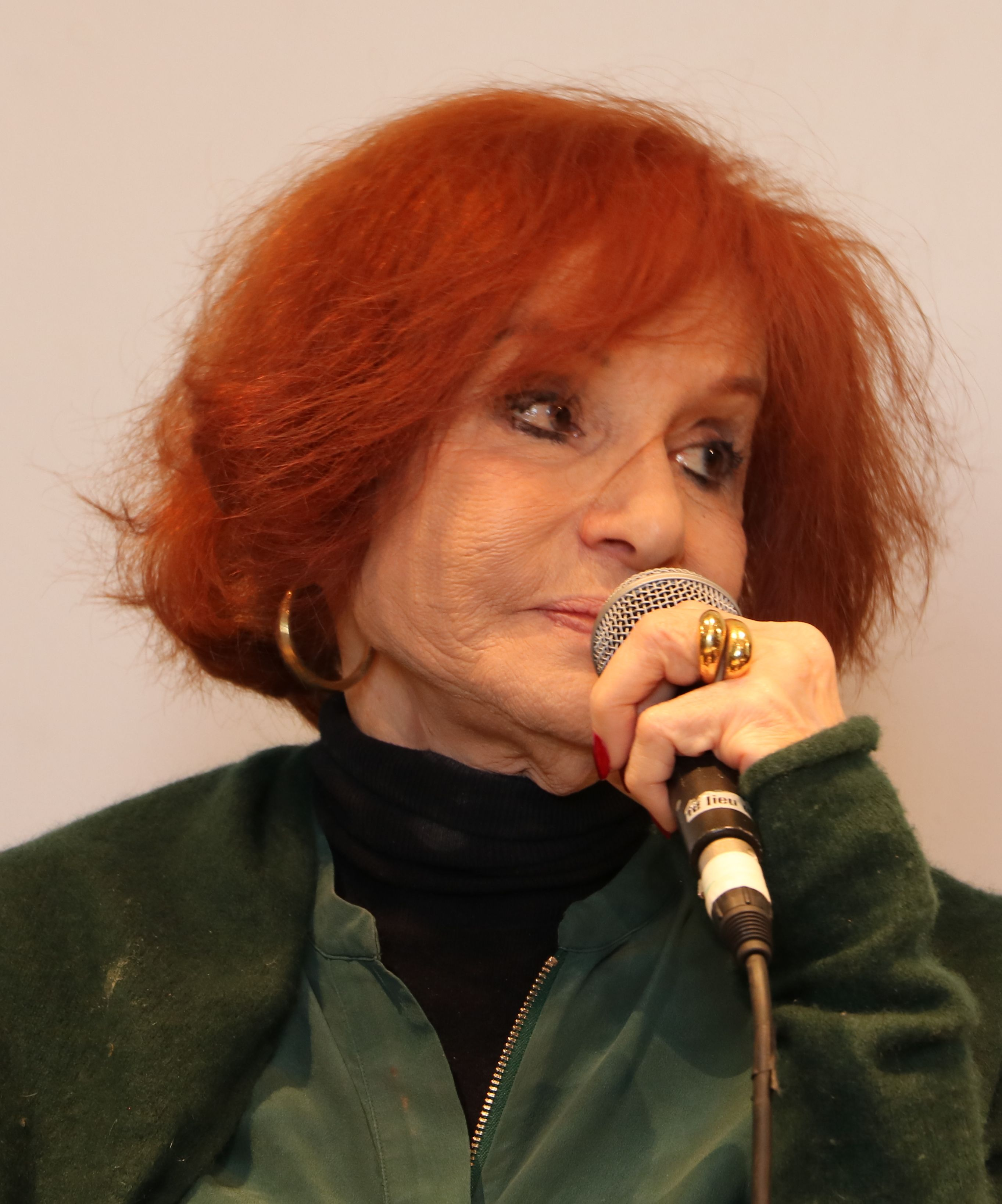
Vénus Khoury-Ghata auf dem Atlantide-Festival in Nantes 2017

Vénus Khoury-Ghata, arabisch فينوس خوري غاتا, DMG Fīnūs Ḫūrī Ġātā (geboren 1937 in Baabda, Libanon), ist eine libanesisch-französische Dichterin und Schriftstellerin. Sie lebt seit 1972 in Paris und wurde mit bedeutenden Literaturpreisen ausgezeichnet.

## Leben

### Libanon
Khoury-Ghata wurde im Libanon in eine maronitische Familie geboren. Ihr Vater war zur Zeit des französischen Völkerbundmandats für Syrien und Libanon Dolmetscher beim französischen Hochkommissariat und vermittelte seinen vier Kindern die Liebe zur französischen Sprache. Ihre Mutter war eine Bäuerin mit geringer Schulbildung. Ihre Kindheit verbrachte Khoury-Ghata in Bischarri, dem Bergdorf ihrer Mutter, das von Grabmal des Dichters Khalil Gibran überragt wird. Sie ist die ältere Schwester der Schriftstellerin May Menassa. Ihren Bruder Victor, der unveröffentlichte Gedichte schrieb, verehrt sie sehr. Er erkrankte jedoch an Schizophrenie, wurde in eine psychiatrische Klinik eingewiesen und starb 1954.
1957 heiratete sie einen reichen Geschäftsmann und gewann zwei Jahre später den Titel der Miss Beirut 1959. Schließlich studierte sie Literatur an der École Supérieure des Lettres in Beirut. Ihren ersten Gedichtband Les Visages inachevés (Unfertige Gesichter) veröffentlichte sie 1966 in Beirut, den zweiten Terres stagnantes (Stagnierendes Land) 1968 im Pariser Verlagshaus Seghers. Dort erschien auch 1971 ihr erster Roman Les Inadaptés (Die Unangepassten). Nach der Scheidung von ihrem Ehemann unternahm sie eine Reise nach Mexiko.

### Paris
Im Jahr 1972 heiratete Vénus Khoury den französischen Forscher und Arzt Jean Ghata in zweiter Ehe. Er war Sohn der türkischen Kalligraphin Rikkat Kunt und deren zweiten Ehemann Fahreddin Ghata. 1972 zog Khoury-Ghata endgültig nach Frankreich und lebt seitdem in Paris. Sie arbeitete eine Zeit lang bei der Literaturzeitschrift Europe. In dieser Zeit übersetzte sie Gedichte von Louis Aragon, Alain Bosquet und Jean-Claude Renard ins Arabische. Jean Ghata stirbt 1981. Khoury-Ghata ist untröstlich und wird von ihrer Schwester, die eigentlich in Beirut wohnt, einige Wochen liebevoll unterstützt.
Khoury Ghatta ist Mitglied von zehn Jurys: unter anderem der des Prix Mallarmé, des Prix littéraire France-Québec, des Prix Max-Pol-Fouchet, des Prix Senghor, des Prix international de poésie francophone Yvan-Goll und des Prix des cinq continents de la francophonie.
Im Jahr 2018 wurde sie neben Sedef Ecer, Paula Jacques und Khadi Hane in das 2018 in Orléans gegründete Parlement des écrivaines francophones (Parlament der frankophonen Schriftstellerinnen) aufgenommen. Darin haben sich Schriftstellerinnen der Welt zusammengeschlossen, die nicht aus Frankreich stammen, aber französisch schreiben.
Khoury-Ghata hat vier Kinder. Ihre Tochter Yasmine Ghata ist ebenfalls eine bekannte Schriftstellerin.

## Literarisches Schaffen
Im Werk von Khoury-Ghata ist die Verwurzelung in zwei Welten, dem Französischen und dem Arabischen zu spüren. Auch wechselt sie zeitlebens zwischen dem Schreiben von Gedichten und dem von Romanen. Sie verarbeitet persönliche Traumata wie den Tod des Bruders und des zweiten Ehemanns und arbeitet sich an Gegensätzen ab wie Leben und Tod, Wirklichkeit und Phantasie, Traum und Alptraum, Sprechen und Schweigen, Lachen und Trauer.
Durch den Libanesischen Bürgerkrieg und den Tod von Vater, Bruder und Ehemann ist der Tod ein zentrales Thema in ihrem dichterischen und schriftstellerischen Werk.
Khoury-Ghata erhielt zahlreiche Preise, wovon der renommierteste der Grand Prix de Poésie der Académie française ist, den sie 2009 erhielt. 2011 erhielt sie den ebenfalls angesehenen Prix Goncourt de la Poésie Robert Sabatier.
Rund 40 Romane und Gedichtbände hat sie bisher (Stand Herbst 2021) veröffentlicht, die in 15 Sprachen übersetzt wurden.

## Preise und Ehrungen
- 1980: Prix Guillaume Apollinaire für Les ombres et leurs cri.[11]
- 1987: Prix Mallarmé für den Gedichtband Monologue du mort
- 1993: Grand Prix de Poésie de la SGDL für das Gesamtwerk
- 1997: Prix Jules Supervielle der Stadt Oloron-Sainte-Marie für Anthologie personnelle[3]
- 2000: Ritter der Ehrenlegion
- 2003: Prix Nice-Baie-des-Anges für Le Moine, l'ottoman et la femme du grand argentier[12]
- 2005: Prix Jules-Janin der Académie française
- 2009: Grand Prix de Poésie
- 2010: Offizier der Ehrenlegion
- 2010: Grand Prix Guillevic für Poésie de Saint-Malo
- 2011: Prix Goncourt de la Poésie Robert Sabatier für ihr dichterisches Werk[13]
- 2012: Prix Pierrette-Micheloud für Poésie für Où vont les arbres?
- 2015: Prix Renaudot du livre de poche für den Roman La fiancée était à dos d’âne
- 2017: Prix Geneviève Moll für Biografie für die Biografie Les derniers jours de Mandelstam
- 2017: Kommandeur der Ehrenlegion

## Veröffentlichungen

### Romane
- 1971: Les inadaptés (Die Unangepassten), Éditions du Rocher, Monaco.
- 1975: Dialogue à propos d’un Christ ou d’un acrobate (Dialog über einen Christen oder einen Akrobaten), Les Éditeurs Français Réunis, Paris.
- 1983: Vacarme pour une lune morte (Lärm um einen toten Mond), Flammarion, Paris.
- 1984: Les morts n’ont pas d’ombre (Tote haben keinen Schatten), Flammarion, Paris.
- 1986: Mortemaison (Totenhaus), Flammarion, Paris.
- 1986: Monologue du Mort (Monolog eines Toten), Verlag P. Belfond, Paris.
- 1988: Bayarmine, Flammarion, Paris.
  - Bayarmine. Ein Haremsroman. Deutsche Erstausgabe. Aus dem Französischen von Widulind Clerc-Erle. Fischer-Taschenbuch-Verlag, Frankfurt am Main 1990, ISBN 978-3-596-10160-3.
- 1989: Les fugues d'Olympia (Die Ausreißer von Olympia), Ramsay, Paris.
- 1992: La maîtresse du notable, Verlag Seghers, Paris.
  - Die Geliebte des Notablen. Aus dem Französischen von Sigrid Köppen. Horlemann, Unkel/Rhein / Bad Honnef 1994, ISBN 978-3-927905-90-0.
- 1995: Les fiancés du Cap-Ténès, Èditions Jean-Claude Lattès, Paris.
  - Die Verlobten vom Kap Ténès. Aus dem Französischen von Sigrid Köppen. Artemis und Winkler, Düsseldorf / Zürich 1998, ISBN 978-3-538-07071-4.
- 1998: Une maison au bord des larmes (Ein Haus am Rande der Tränen), Éditions Balland, Paris. Neuauflage bei Actes Sud, Arles 2005.
- 2001: Privilège des morts (Privileg der Toten), Éditions Balland, Paris.
- 2003: Le Moine, l’ottoman et la femme du grand argentier (Der Mönch, der Osmane und die Frau des großen Versilberers), Actes Sud, Arles.
- 2007: Sept pierres pour la femme adultère (Sieben Steine für die ehebrecherische Frau), Verlag Mercure de France, Paris.
- 2010: La fille qui marchait dans le désert (Das Mädchen, das in der Wüste wanderte), Verlag Mercure de France, Paris.
- 2012: Le facteur des Abruzzes (Der Faktor Abruzzen), Verlag Mercure de France, Paris.
- 2013: La fiancée était à dos d’âne (Die Braut auf dem Eselsrücken), Verlag Mercure de France, Paris.
- 2015: La femme qui ne savait pas garder les hommes (Die Frau, die nicht wusste, wie man Männer hält), Verlag Mercure de France, Paris.
- 2016: Les derniers jours de Mandelstam (Die letzten Tage von Mandelstam), Verlag Mercure de France, Paris.
- 2017: L'adieu à la femme rouge (Abschied von der roten Frau), Verlag Mercure de France, Paris.
- 2018: Marina Tsvétaïéva, mourir à Elabouga (Marina Tsvétaïéva, sterben in Elabouga), Verlag Mercure de France, Paris.

### Gedichte
- 1966: Les visages inachevés (Die unfertigen Gesichter), Imprimerie Catholique, Beirut.
- 1968: Terres stagnantes (Stagnierendes Land), Verlag Seghers, Paris.
- 1975: Au Sud du silence (Im Süden der Stille), Librairie Saint-Germain-des-Prés, Paris.
- 1977: Alma, cousue main ou Le Voyage immobile (Alma, genähte Hand oder Die bewegungslose Reise), Verlag Régine Deforges, Paris.
- 1979: Les ombres et leurs cris (Schatten und ihre Schreie), Verlag P. Belfond, Paris.
- 1980: Qui parle au nom du jasmin? (Wer spricht im Namen des Jasmins?), Les Éditeurs Français Réunis, Paris.
- 1980: Le fils empaillé (Der ausgestopfte Sohn), Verlag P. Belfond, Paris.
- 1982: Un faux pas du soleil (Ein Fehltritt der Sonne), Verlag P. Belfond, Paris.
- 1987: Leçon d’arithmétique au grillon (Arithmetikunterricht für die Grille) Gedichte für Kinder, Verlag Milan, Toulouse.
- 1992: Fables pour un peuple d’argile, Un lieu sous la voûte, Sommeil blanc (Fabeln für ein Lehmvolk, Ein Platz unter dem Gewölbe, Weißer Schlaf), Verlag P. Belfond, Paris.
- 1997: Anthologie personnelle (Persönliche Anthologie), Actes Sud, Arles.
- 1996: La maestra (Die Lehrerin), Actes Sud, Arles.
- 1999: Elle dit, Les sept brins de chèvrefeuille de la sagesse (Sie sagt, Die sieben Geißblatt-Zweige der Weisheit), Éditions Balland, Paris.
- 1999: La voix des arbres (Die Stimme der Bäume), Gedichte für Kinder, Verlag Le Cherche midi, Paris.
- 2001: Compassion des pierres (Mitgefühl der Steine), Éditions de la Différence, Paris.
- 2001: Zarifé la folle (Verrückte Zarifé) François Jannaud
- 2000: Alphabets de sable (Alphabete aus Sand), illustriert von Matta, limitierte Auflage, Maeght
- 2000: Le Fleuve (Der Fluss), Trait d’Union, Monréal.
- 1993: Ils (Sie), Amis du musée d’art moderne
- 2000: Version des oiseaux (Vogelversion) poems, illustrated by Velikovic, François Jannaud
- 2004: Quelle est la nuit parmi les nuits (Welche ist die Nacht der Nächte?), Verlag Mercure de France, Paris.
- 2005: Six poèmes nomades. Voyage du cerisier (Sechs nomadische Gedichte), mit Diane de Bournazel, Al-Manar, Neuilly.
- 2006: La Maison aux orties (Das Brennnessel-Haus), Actes Sud, Arles.
- 2008: Les obscurcis (Die Verdunkelten), Verlag Mercure de France, Paris.
- 2012: Où vont les arbres? (Wohin gehen die Bäume?), Verlag Mercure de France, Paris.
- 2015: Le livre des suppliques (Das Buch der Bittgebete), Verlag Mercure de France, Paris.
- 2017: Gens de l'eau (Die Wasserleute), Archétype éditions, Forcalquier.
- 2020: Demande à l'obscurité (Frage an die Dunkelheit), Verlag Mercure de France, Paris.
- 2021: Eloignez-vous de ma fenêtre (Entfernen Sie sich von meinem Fenster), Verlag Mercure de France, Paris.